# Tierra Caliente Tepantepec
Tierra Caliente Tepantepec är en ort i Mexiko.   Den ligger i kommunen Santa María Peñoles och delstaten Oaxaca, i den sydöstra delen av landet, 300 km sydost om huvudstaden Mexico City. Tierra Caliente Tepantepec ligger 2 288 meter över havet och antalet invånare är 236.
Terrängen runt Tierra Caliente Tepantepec är lite bergig. Runt Tierra Caliente Tepantepec är det ganska glesbefolkat, med 29 invånare per kvadratkilometer. Närmaste större samhälle är San Miguel Peras, 8,6 km söder om Tierra Caliente Tepantepec. I omgivningarna runt Tierra Caliente Tepantepec växer i huvudsak blandskog.